# 14 pr. n. št.
14 pr. n. št. je bilo po julijanskem koledarju navadno leto, ki se je začelo na četrtek ali petek oz. prestopno leto, ki se je začelo na sredo, četrtek ali petek (različni viri navajajo različne podatke). Po proleptičnem julijanskem koledarju je bilo navadno leto, ki se je začelo na torek.
V rimskem svetu je bilo znano kot leto konzulstva Krasa in Lentula, pa tudi kot leto 740 ab urbe condita.
Oznaka 14 pr. Kr. oz. 14 AC (Ante Christum, »pred Kristusom«), zdaj posodobljeno v 14 pr. n. št., se uporablja od srednjega veka, ko se je uveljavilo številčenje po sistemu Anno Domini.

## Dogodki
- Cesar Avgust ustanovi provinco Primorske Alpe

## Rojstva
- Agripina starejša, rimska plemkinja, hči Marka Vipsanija Agripe († 33)
- Druz Julij Cezar, rimski prestolonaslednik, sin cesarja Tiberija († 23)
- Ma Juan, kitajski general († 49)